# Asa (Calcídica)
Asa o Asera (en griego, Ἄσσα o Ἄσσηρα) fue una antigua ciudad griega de la península Calcídica.
Es citada por Heródoto como una de las ciudades —junto a Piloro, Singo y Sarte— situadas cerca del monte Atos donde Jerjes había mandado abrir un canal por el que pasó su flota. De estas ciudades reclutó tropas, en su expedición del año 480 a. C. contra Grecia.
Posteriormente la ciudad perteneció a la liga de Delos puesto que es mencionada en listas de tributos a Atenas desde 454/3 hasta 433/2 a. C.
Se localizaba en el fondo del golfo Singítico.